# Nové Lány
Nové Lány (německy Neulan) jsou malá vesnice, část městyse Malšice v okrese Tábor v Jihočeském kraji. Nachází se asi dva kilometry severozápadně od Malšic. Nové Lány leží v katastrálním území Malšice o výměře 13,27 km².

## Historie
První písemná zmínka o vesnici pochází z roku 1854.

## Obyvatelstvo
| Rok            | 1869 | 1880 | 1890 | 1900 | 1910 | 1921 | 1930 | 1950 | 1961 | 1970 | 1980 | 1991 | 2001 | 2011 | 2021 |
| -------------- | ---- | ---- | ---- | ---- | ---- | ---- | ---- | ---- | ---- | ---- | ---- | ---- | ---- | ---- | ---- |
| Počet obyvatel | 98   | 60   | 70   | 63   | 59   | 76   | 66   | 61   | 60   | 44   | 43   | 38   | 27   | 22   | 29   |
| Počet domů     | 11   | 11   | 12   | 13   | 12   | 13   | 14   | 13   | 13   | 13   | 12   | 17   | 18   | 17   | 18   |

## Obecní správa
Při sčítání lidu v letech 1880–1889 Nové Lány byly osadou obce Dobřejice v okrese Tábor. V letech 1890–1959 byly částí obce Bečice v okrese Tábor. Od roku 1960 je částí městyse Malšice v okrese Tábor. Poté se Bečice opět osamostatnily, ale Nové Lány již zůstaly součástí Malšic.

## Galerie

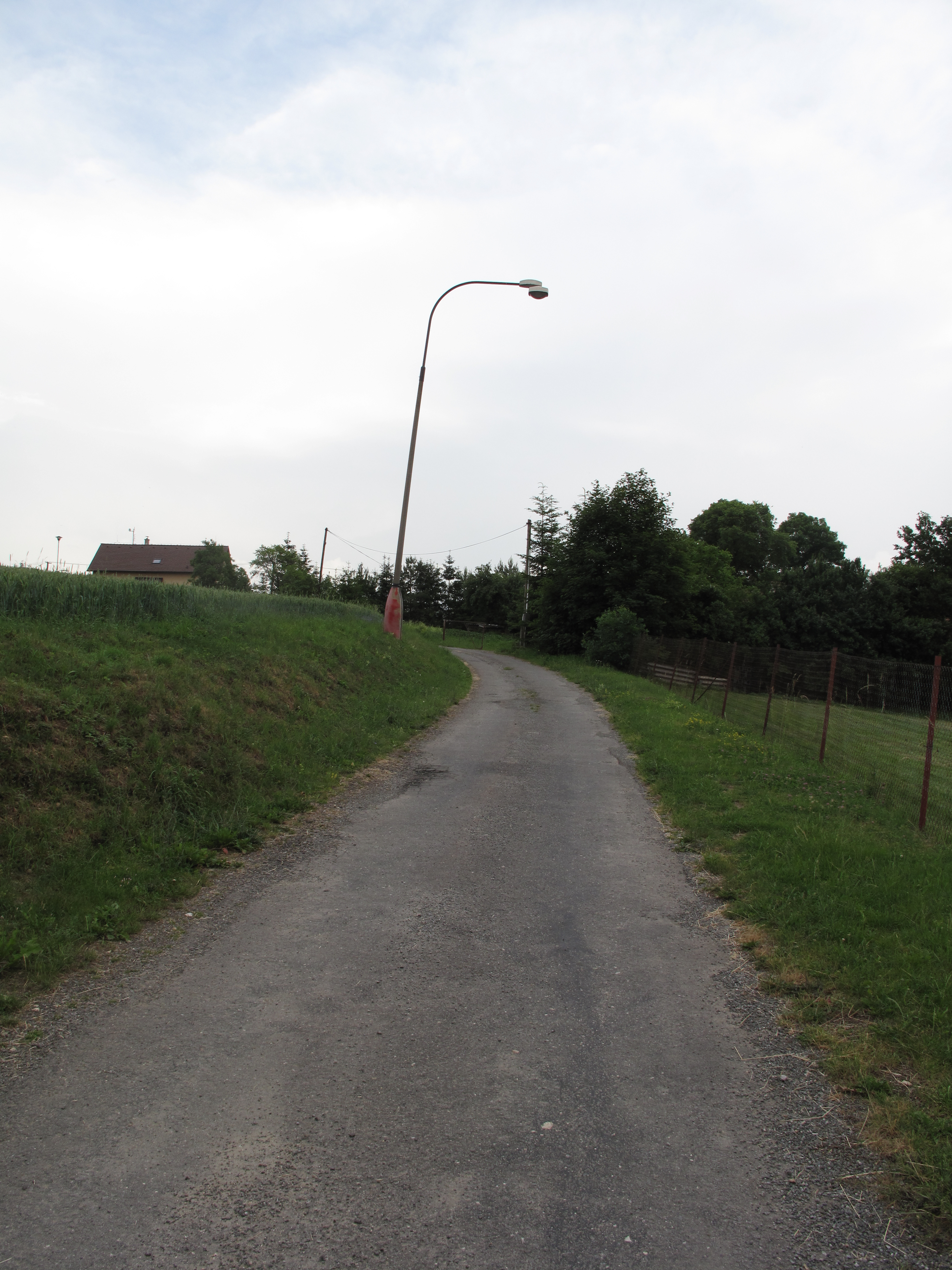
Cesta
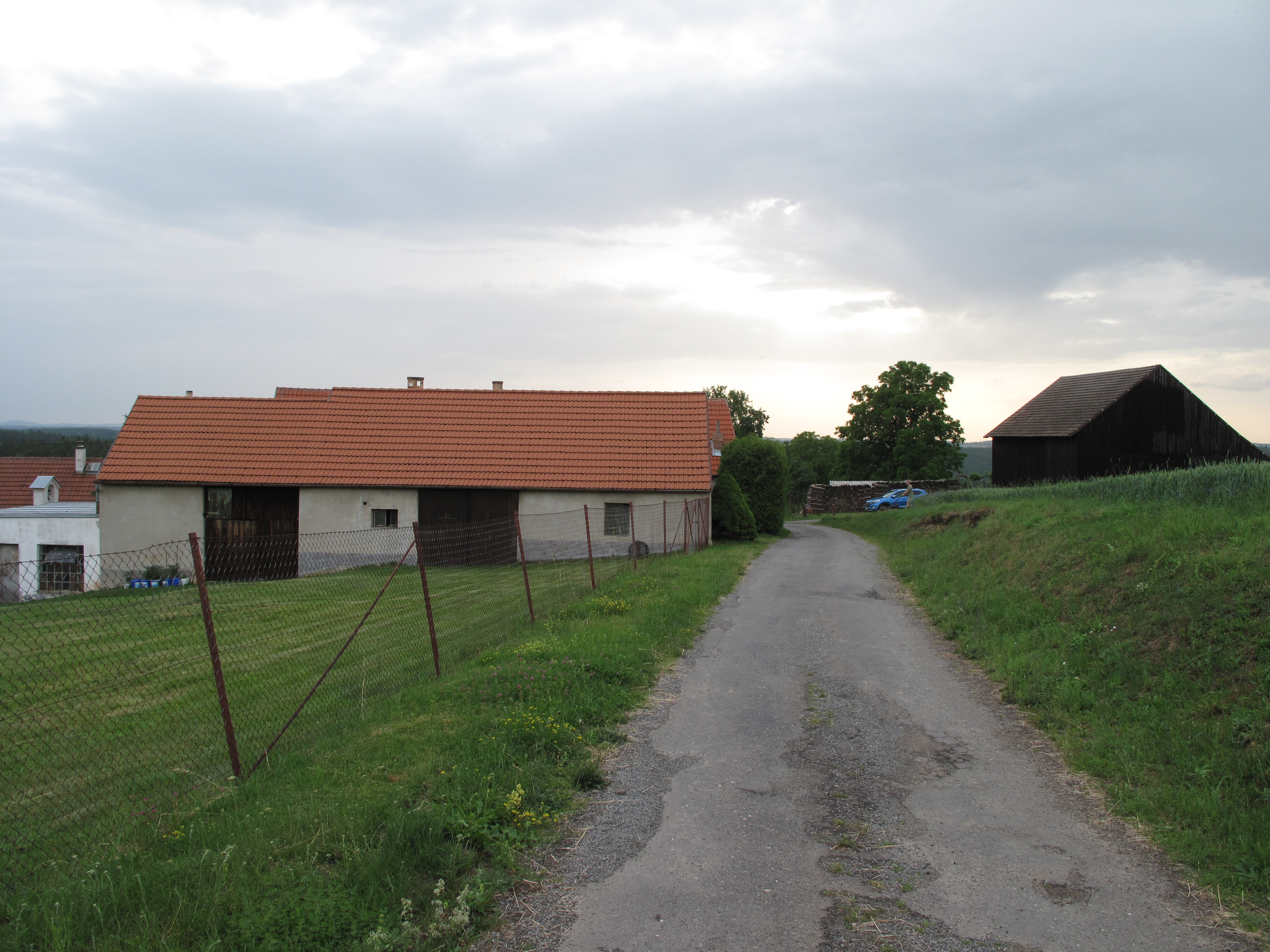
Stodoly
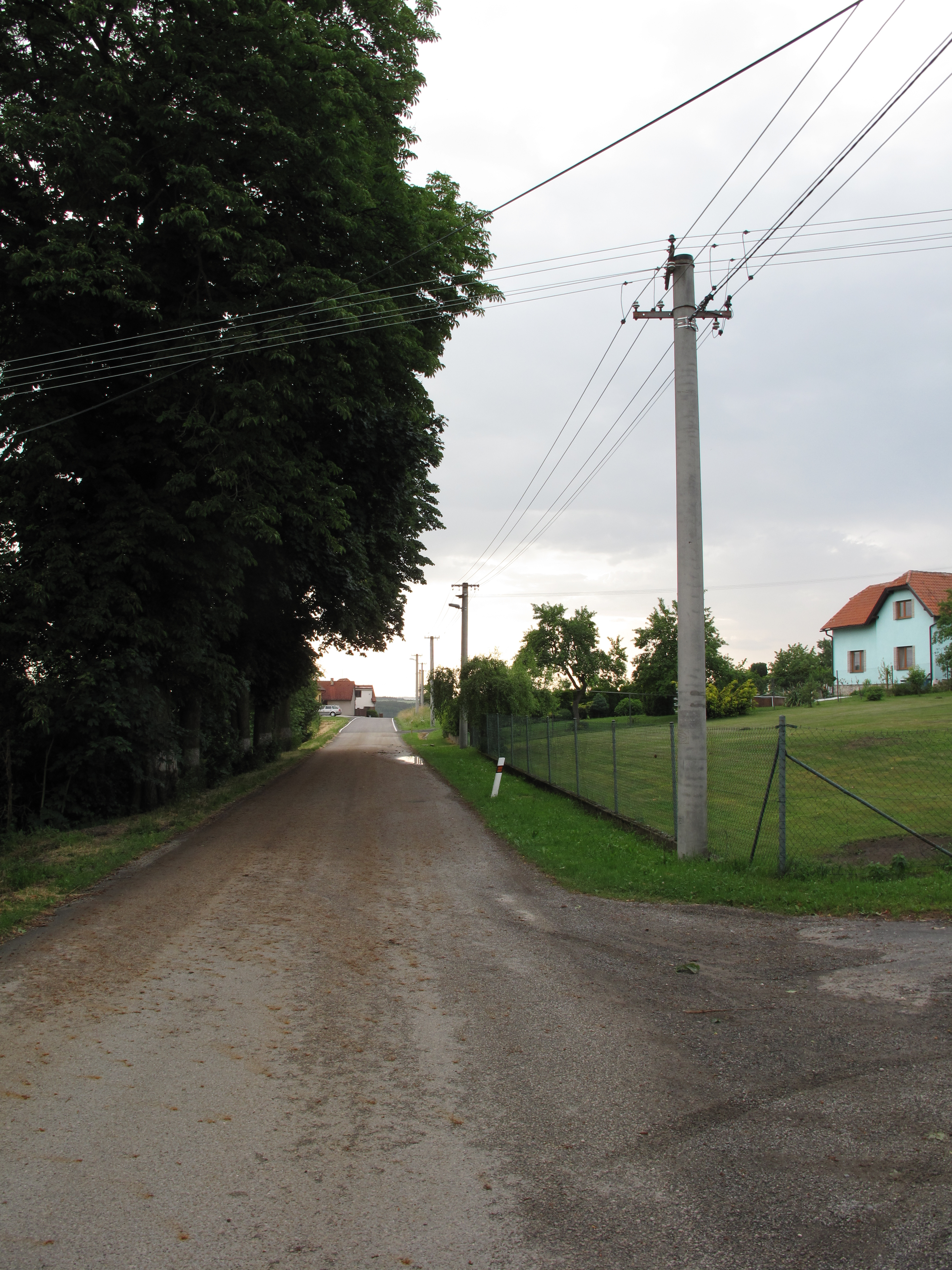
Hlavní silnice